# Lorentz Svensson Sparrgren

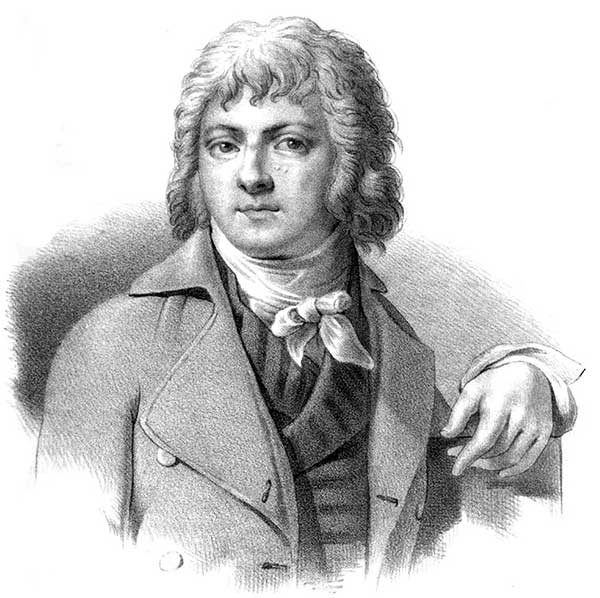
Lorentz Svensson Sparrgren.
Litografi av Otto Wallgren efter ett självporträtt.

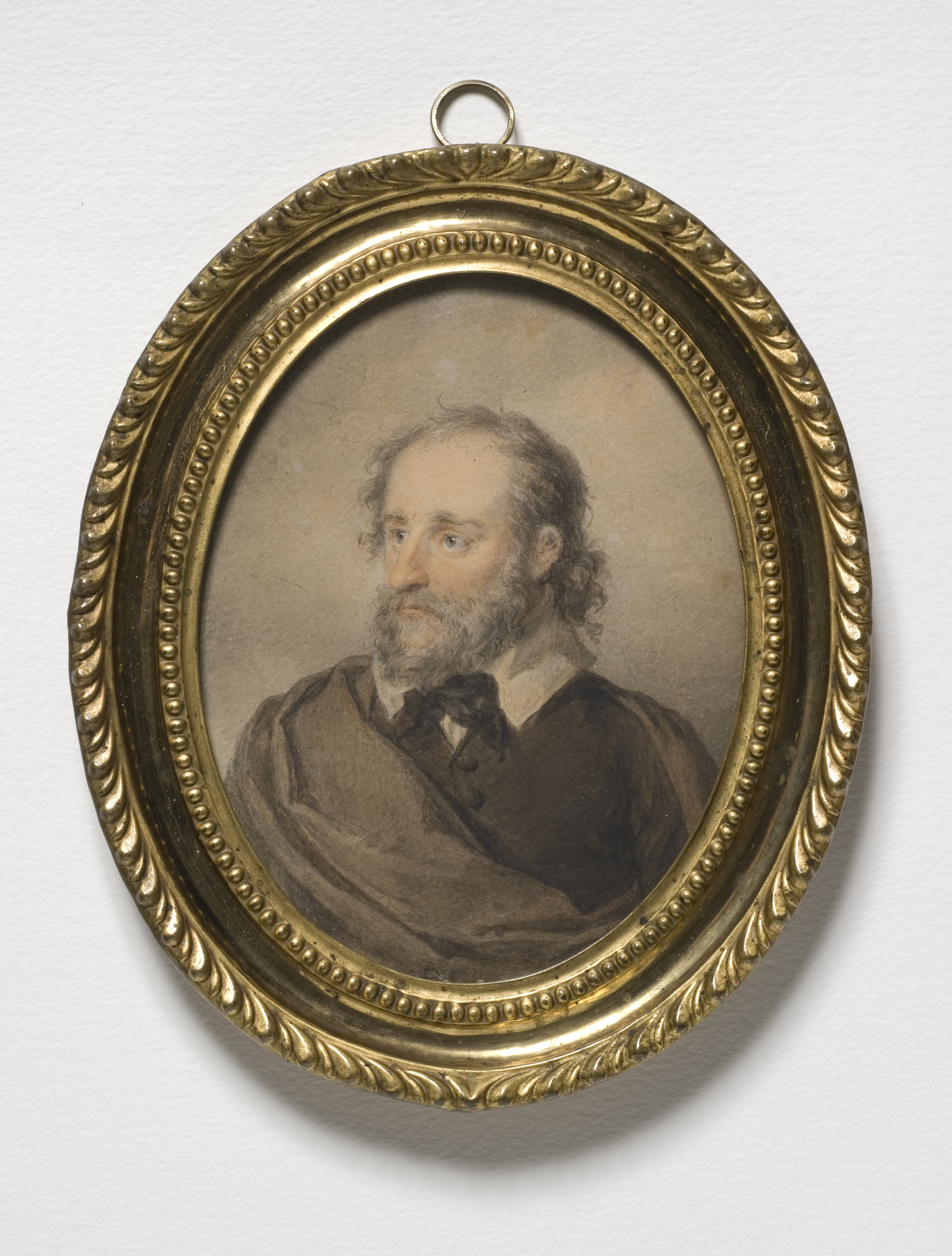
John Hall den yngre. Miniatyr utförd av Sparrgren.

Lars Lorentz Svensson Sparrgren, född 1763 i Göteborg, död 31 mars 1828 i Stockholm, var en svensk målare.

## Biografi
Lorentz Svensson Sparrgren blev 1780 elev vid Konstakademien, där han särskild handleddes av Pehr Hilleström. 1788 begav han sig på ett av Ostindiska kompaniets skepp till Kina, i avsikt att lära sig glasmålning - likadana med kinesiska figurmotiv finns i Nationalmuseum. Efter återkomsten studerade han miniatyrmåleri samt utnämndes 1794 till agré av Konstakademien. Från 1796 uppehöll han sig länge i Paris. Då han 1803 återvände, var han en fullt utbildad konstnär, som med framgång upptog tävlingen med Gillberg och Berndes, och det tog inte länge, innan han erkändes som den i sitt fack främste i Sverige. Han blev 1800 ledamot av akademien samt 1805 vice och 1810 ordinarie professor. Sparrgren målade under sin långa bana en mängd samtida personer. Karl XIV:s drag har han flera gånger återgett (ett porträtt, utfört i akvarell, finns i Nationalmuseum)  och han är representerad vid bland annat Göteborgs konstmuseum  och Norrköpings konstmuseum.
Hans målningar utmärks av klar och tilltalande färg, konstnärligt utförande och stor likhet med förebilden som förstärks av det levande uttryck han ger modellen. Hans färg blomstrar och lyser, utan att bli osann eller överdriven. Sparrgren utförde även, mot slutet av sitt liv, en del halvfigurer och huvuden efter äldre mästare. Dessa senare är ganska vanliga i privata samlingar. Hans inflytande som lärare var inte särskilt stort, trots att han uppmuntrade flera av eleverna att ägna sig åt miniatyrmåleri. Hans själfporträtt (1800) finns i Konstakademien, ett annat i Nationalmuseum, som äger flera av Sparrgren målade miniatyrporträtt. Några av hans bilder är graverade av Åkerlund med flera.